# Тоби Џоунс
Тобајас Едвард Хеслвуд „Тоби” Џоунс (енгл. Tobias Edward Heslewood "Toby" Jones; рођен 7. септембра 1966. у Лондону), је енглески комичар, сценариста, глумац, режисер, писац.
Номинован за Еми и Златни глобус за улогу Алфреда Хичкока у филму Девојка (2012).
Дуго је играо мање улоге док није направио пробој, играјући улогу Трумана Капотеа у биографском филму Озлоглашен (2006). Од тада је глумио у филмовима Измаглица (2007), Буш (2008), Фрост против Никсона (2008), Први осветник: Капетан Америка (2011), Крпар, кројач, солдат, шпијун (2011), Игре глади (2012) и другим. Дао је глас кућном вилењаку Добију у серији филмова о Харију Потеру, а играо је и улогу Господара снова у серији Доктор Ко.